# Grindcore
El grindcore (a veces llamado grind) es un subgénero extremo derivado de múltiples estilos arraigados al punk-rock y al heavy metal, además de claras influencias adyacentes a la música electrónica. Debido a esta hibridación, su categorización como género del hardcore punk o del metal extremo sigue siendo motivo de debate en la crítica musical a día de hoy,  discusión que se extiende desde que el grindcore surgió a finales de los 80 con bandas como Napalm Death con su álbum Scum de 1987.

## Características
El grindcore se caracteriza por su distorsión brutal, guitarras afinadas varios tonos por debajo de lo habitual, bajos distorsionados, tiempos vertiginosos, blast beats y su mezcla de voces utilizando tanto growls como shrieks. Las letras en el grindcore originalmente hablaban de temas políticos sociales, aunque a menudo se ven bandas que usan temáticas gore y humor negro. Otra característica típica son las «microcanciones». Muchos grupos han hecho canciones que no duran siquiera un minuto. La velocidad de las canciones es de aproximadamente 124-240 BPM. El grindcore suele tocarse con la formación clásica del hardcore punk: guitarra eléctrica, bajo y batería, sin embargo, no es raro encontrarse con formaciones grind que utilicen otros medios para crear su particular brutalidad sonora.

## Raíces históricas e influencias
Antes de hacer alguna afirmación determinante, hay que tener en cuenta que el desarrollo de los géneros musicales no son lineales, sino que muchas veces coexisten unos con otros y en distintas partes del orbe. Es mucho más sencillo tratar de entender los desarrollos como una evolución lineal, por ello muchas veces se puede caer en errores.
El grindcore es una vertiente musical proveniente, por escena y por actitud, del punk rock, específicamente del hardcore punk en la Inglaterra de mitad de los años 1980. Estas bandas tuvieron mucha influencia de bandas de death metal que ya empezaban a desarrollarse desde los años 1983-1984 con la banda a la que se le atribuye la paternidad: Death, en esa misma época nacen bandas importantes como Morbid Angel. Cabe resaltar además que el death metal tiene como antecesor e inspirador principal a la banda Slayer y algunas referencias sónicas de la banda punk The Exploited.
Es pertinente destacar además que el crust punk, otra vertiente del hardcore punk, es básicamente contemporáneo al desarrollo del grindcore; muchas bandas de death metal de la talla de Cannibal Corpse (no necesariamente de forma directa) se han visto influenciadas por el crust punk, principalmente por el uso de voces guturales, que las bandas de grindcore también han usado. Una de las bandas más representativas del crust punk es Extreme Noise Terror, caracterizados por un sonido hardcore punk más bien terrorífico.
En la influencia y mezcla de géneros para muchos tan dispares como el punk y el metal. En EE. UU., había bandas de thrashcore (hardcore extremadamente rápido) como Siege, D.R.I. y Repulsion que comenzaban a incluir elementos del heavy metal, principalmente de thrash metal, dando los primeros pasos del crossover thrash. Este género quedó representado con el disco de 1987 de D.R.I. Crossover, que es donde se acuñó dicho término.
Una de las primeras bandas en definir el estilo, y de las primeras bandas de grindcore en hacerse famosa, fue Terrorizer, formada en Los Ángeles (Estados Unidos) en 1986 por Jesse Pintado que luego formaría parte de Napalm Death y Pete Sandoval, que luego sería el baterista de Morbid Angel, ambos músicos de calidad pero con una visión experimental del heavy metal y el hardcore punk, que pasaban por un momento conocido como crossover (mezcla o fusión). Editaron el LP World Downfall antes de separarse, disco que se convirtió en la piedra angular y pilar fundamental del sonido grindcore.
Después de Terrorizer, el grindcore se haría popular en EE. UU. y Europa a través de Carcass, Napalm Death, Agathocles y Anal Cunt. Algunos de sus componentes son músicos muy técnicos y experimentados, lo que libra a este estilo de ser considerado realmente antimusical, a pesar de que incluso los mismos músicos y aficionados a este estilo utilizan un símbolo de dos corcheas tachadas, como emblema irónico del estilo, para desmarcarse de la música pop. Cabe resaltar en este párrafo, que el álbum de Napalm Death editado en 1987 llamado Scum, es el primer álbum en ser reconocido como grindcore. Posteriormente, y como es natural, la banda exploró otros sonidos más ligados al death metal.
En España el género tuvo su cultivo desde inicios de la década de 1990, con bandas como El Kaso Urkijo (Barcelona), Ruido de Rabia (Euskadi) o Seqzión demenziados (Madrid).

## Subgéneros

### Goregrind
El goregrind es una forma de grindcore caracterizada por temas con voces alteradas y guitarras muy graves, así como por temáticas sangrientas o de horror. Los álbumes Effortless Regurgitation of Bright Red Blood de Regurgitate y A Chapter of Accidents de Dead Infection muestran plenamente al género. Carcass está dentro de esta tendencia con Reek of Putrefaction, siendo el disco pilar y pionero del género.

### Noisegrind
El noisegrind tiene un énfasis en el ruido caótico y la velocidad más bien conducidos por el músico. Otras características incluyen una estructura musical fuera de consonancia, instrumentos improvisados y una producción pobre. La mayoría de las bandas del noisegrind no se toman seriamente y consisten en solamente algunos miembros, normalmente un vocalista, el baterista (o una batería electrónica) y el guitarrista. Ejemplos de bandas del noisegrind incluyen: Anal Cunt, Sore Throat, y 7 Minutes of Nausea, entre otras. Por lo general el sonido es menos brutal, pero más caótico en comparación con el grindcore convencional, y a menudo los riffs son tan arbitrarios que solamente se perciben una o dos notas.

### Porngrind
El pornogrind es una versión del goregrind que se diferencia únicamente en el contenido de las letras, las cuales se basan en sexo y diferentes perversiones, parafilias y degeneraciones del comportamiento sexual; además de eso, se caracteriza por su típica exaltación y exponencia de la voz de cerdo (Pig squeal), proveniente de la influencia del brutal death metal. Ejemplos de bandas serían Regurgitate, Cock and Ball Torture, GUT, Torsofuck, C.A.R.N.E., Rompeprop, Urtikaria Anal, Lord Piggy ETC

### Cybergrind
El cybergrind es una versión del grindcore que mezcla la electrónica en la instrumental tratando de crear una versión más modernista de este subgénero. La estructura musical varía de brutal a gracioso, la mayoría de las veces contienen letras las canciones de este género, en casos como Spermswamp se usan combinaciones de jazz y swing luego cambia a grindcore. Ejemplos de este subgénero serían Agoraphobic Nosebleed, Spermswamp , Fecalized Rectal Sperm Spewage (F.R.S.S.), y Amphibian.

## Fusiones

### Deathgrind
Es un término abreviado que se usa para describir bandas que tocan una fusión de death metal y grindcore. Mezcla la brutalidad extrema y tecnicidad del death metal con la velocidad del grindcore influenciando en especial con los blast beats o ráfagas de golpes. Con la creciente popularidad del grindcore en el fandom del metal, se observó que algunas bandas de death metal presentaban una gran cantidad de influencia del grindcore; por lo tanto, estas bandas terminaron llamándose deathgrind. Algunas bandas del estilo son: Cephalic Carnage, Mortician, Brujería (en sus inicios), Cattle Decapitation, Carcass (en su disco Symphonies of Sickness), Nemessis, Aborted, Dying Fetus e Impaled. Puede afirmarse que el deathgrind es uno de los estilos más extremos.